# 光輝歲月 (電影)
《光輝歲月》（英語：7 Assassins），是一部中国电影，由熊欣欣執导，2013年6月9日在中國內地上演。

## 劇情簡介
貓老闆（曾志偉飾）是曾參加過義和團的勇士，他負責守護的黃金峽雲集了來自四面八方的仁人義士。在這裡大家不講革命，不關心政治，安寧的過著世外桃源的生活。細簾（梁詠琪飾）是一個被貓老闆所救的女人，殊不知當年貓老闆不僅救了她和她的孩子，還有她的心。
因革命黨鐵雲（黃日華飾）和志同道合的戰友勇闖大漠，偷運黃金，準備購買大批軍火再次起事。途中卻遭博爾格親王（呂良偉飾）之爪牙滿天紅（倪虹潔飾）的伏擊，關鍵時刻幸得滿腔赤誠的從四品官卓知府（狄龍飾）出手相救。
卓知府具有遠見卓識，他將國家的命運寄託在鐵雲身上，安排他前往黃金峽尋找善良熱情且不乏豪氣的貓老闆。但隨著鐵雲的到來，黃金峽的寧靜被徹底打破...這群隱退江湖的英雄們為國為家為尊嚴，即將再次大展身手......

## 人物
| 演員   | 角色       | 備註 |
| 黃日華 |            |      |
| 曾志偉 | 貓老板     |      |
| 梁詠琪 | 細帘       |      |
| 呂良偉 | 博爾格親王 |      |
| 莫少聰 | 慕白       |      |
| 任達華 | 老胡       |      |
| 惠英红 | 胡妻       |      |
| 郭濤   | 柳傲天     |      |
| 熊欣欣 | 無仇       |      |
| 王敏德 | 方彼得     |      |
| 李子雄 | 汪捕頭     |      |
| 倪虹潔 | 滿天紅     |      |
| 李煒   | 安樂       |      |
| 劉五性 | 武忠額     |      |
| 狄龍   | 卓知府     |      |
| 陳嘉桓 | 柳絮       |      |
| 宋小寶 | 海達       |      |
| 陳國邦 | 小葉       |      |
| 梁家仁 | 老陳       |      |
| 唐文龍 | 唐龍       |      |
| 譚俊彥 | 石根       |      |
| 郭九龍 | 七大爺     |      |
| 吳毅將 | 阿南       |      |
| 陳雅倫 | 西施姐     |      |
| 劉永   | 義士       |      |
| 陳觀泰 | 義士       |      |
| 吳啟華 | 義士       |      |
| 火星   | 義士       |      |
| 馮克安 | 義士       |      |
| 張國強 | 義士       |      |
| 白彪   | 義士       |      |
| 陳少霞 | 義士       |      |
| 盧惠光 | 副官       |      |
| 狄威   | 副官       |      |

## 电影歌曲
- 主题曲《光輝歲月》演唱：陳奕迅

## 外部連結
- 时光网上《光輝歲月》的資料（简体中文）
- 豆瓣电影上《光輝歲月》的資料 （简体中文）
- 互联网电影数据库（IMDb）上《光輝歲月》的资料（英文）